# Diagramma melanacrum
Diagramma melanacrum · Diagramme à nageoires noires
Espèce
Diagramma melanacrum, communément nommé Diagramme à nageoires noires, est une espèce de poisson marin de la famille des Haemulidae.
Le Diagramme à nageoires noires est présent dans les eaux tropicales du centre de la région Indo-Pacifique soit de l'Indonésie aux Philippines en incluant Bornéo.
Sa taille maximale est de 45 cm.
Il doit son nom à ses nageoires inférieures qui sont noires, et il se distingue également par ses taches noires alignées en diagonale.